# كخاليما موتلانتي

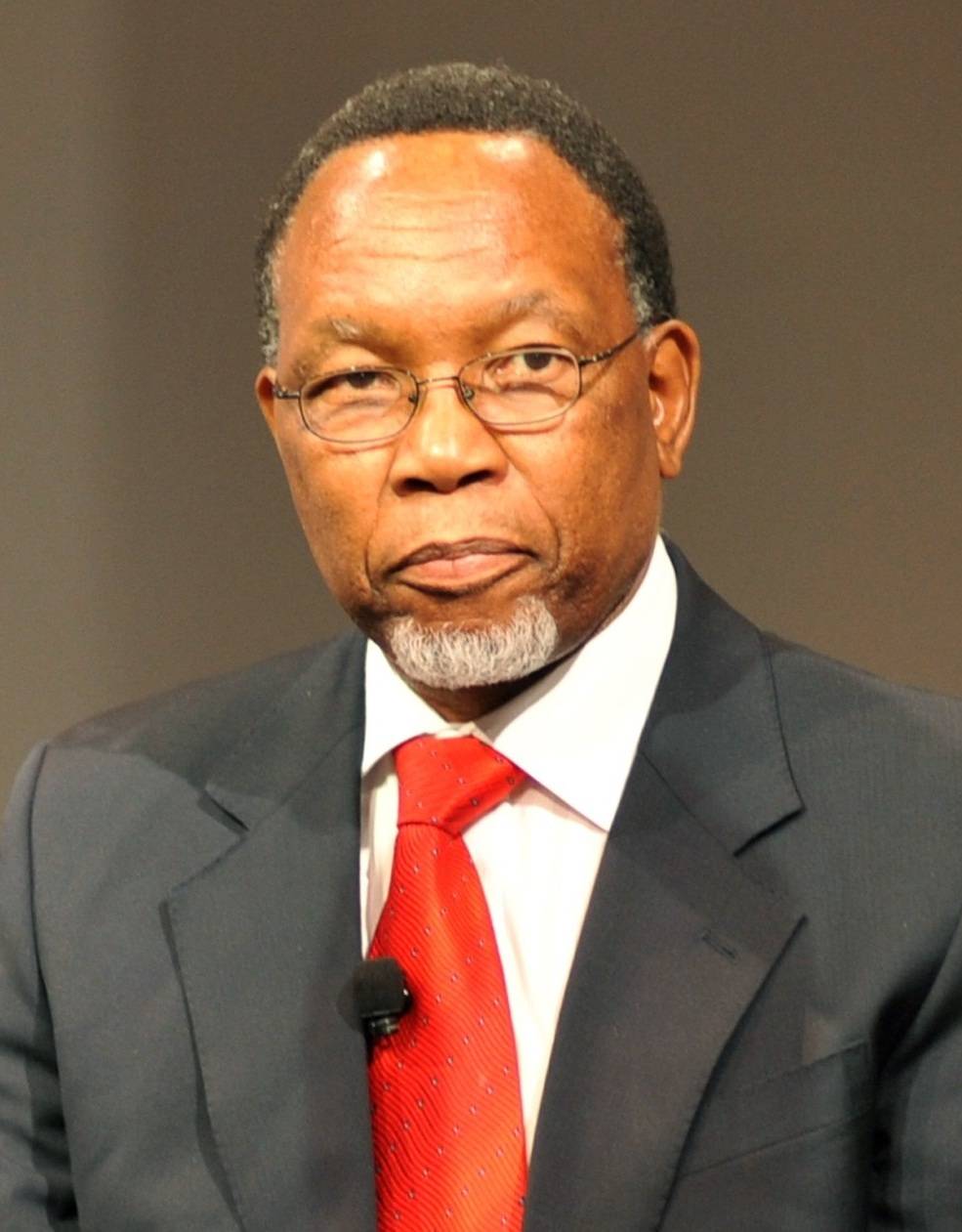
كاليما موتلانتي في يونيو سنة 2009.

كخاليما موتلانتي بيتروس (بالإنجليزية: Kgalema Motlanthe) (من مواليد 19 يوليو 1949) سياسي جنوب أفريقي شغل منصب رئيس جنوب أفريقيا بين 25 سبتمبر 2008 و9 مايو 2009، بعد استقالة تابو إيمبيكي.
بعد انتهاء فترة رئاسته، عُين موتلانتي نائبًا لرئيس جنوب أفريقيا من قبل خليفته جاكوب زوما. شغل موتلانتي منصب نائب رئيس المؤتمر الوطني الأفريقي منذ عام 2007 وحتى عام 2012، عندما رفض الترشح لولاية ثانية. في المؤتمر الوطني الثالث والخمسين للمؤتمر الوطني الأفريقي، ترشح موتلانتي لمنصب رئيس حزب المؤتمر الوطني الأفريقي، لكنه هُزم وفاز زوما الذي أعيد انتخابه. خلفه سيريل رامافوزا في منصب نائب رئيس حزب المؤتمر الوطني الأفريقي عام 2014.
انتخِب موتلانتي، الذي ظل بعيدًا عن الأنظار، في عام 2008 لرئاسة جنوب أفريقيا من قبل الجمعية الوطنية لجنوب أفريقيا بعد استقالة إيمبيكي، ونُظر إليه على نطاق واسع باعتباره «رئيسًا بالوكالة» نيابة عن زوما. خلف زوما موتلانتي في 9 مايو 2009 في الانتخابات الرئاسية التي أجرتها الجمعية الوطنية لجنوب أفريقيا، بعد الانتخابات العامة لعام 2009 التي فاز بها حزب المؤتمر الوطني الأفريقي.
كان موتلانتي ناشطًا طلابيًا، ونقابيًا، وعضوًا في الجناح العسكري لحزب المؤتمر الوطني الأفريقي، رمح الأمة، أثناء الكفاح ضد الفصل العنصري. موتلانتي مفكر ذو ميول يسارية، يُنظر إليه على أنه عامل سياسي ماهر للغاية في سياسة جنوب أفريقيا، وشخصية رئيسية وراء نجاح زوما. كان موتلانتي أول رئيس يتحدث لغة السوتو تسوانا.

## مسيرته السياسية
انتخِب موتلانتي أمينًا عامًا لحزب المؤتمر الوطني الأفريقي في مؤتمر مافكينج في ديسمبر 1997، وإيمبيكي رئيسًا له. كان مسؤولًا عن ضمان تنفيذ حزب المؤتمر الوطني الأفريقي لسياساته وبرامجه. كان وما زال ملتزمًا بفكرة وجوب اتباع المساءلة الصارمة من قبل مسؤولي حزب المؤتمر الوطني الأفريقي. في المجلس الوطني العام لحزب المؤتمر الوطني الأفريقي في بورت إليزابيث في عام 2000، انتقد قلة التشاور والمناقشات بين الحكومة وحزب المؤتمر الوطني الأفريقي. هناك وجهة نظر منتشرة على نطاق واسع من الزملاء والمقربين منه أن إيمبيكي قوضه على نحو خطير لسنوات، لكن موتلانتي أنكر ذلك.

### في البرلمان
انتخِب موتلانتي نائبًا لرئيس المؤتمر الوطني الأفريقي في المؤتمر الوطني الثاني والخمسين للحزب في بولوكوان في ديسمبر 2007، متغلبًا على اختيار معسكر إيمبيكي لنكوسازانا دلاميني زوما. مارست القيادة الجديدة لحزب المؤتمر الوطني الأفريقي، التي هيمن عليها أنصار جاكوب زوما، ضغوطًا على إيمبيكي لتعيين موتلانتي في مجلس الوزراء. أصبح عضوًا في البرلمان في مايو 2008، وفي يوليو عُين في مجلس الوزراء من قبل إيمبيكي وزيرًا دون حقيبة. نُظر إلى ذلك على أنه خطوة نحو انتقال سلس إلى حكومة زوما المستقبلية.
في أعقاب قرار من اللجنة التنفيذية الوطنية لحزب المؤتمر الوطني الأفريقي «بعزل» إيمبيكي من الرئاسة، أعلن إيمبيكي استقالته في 20 سبتمبر 2008. في 23 سبتمبر أعلن ناثي مثثوا، رئيس سوط حزب المؤتمر الوطني الأفريقي، أن استقالة إيمبيكي تصبح سارية المفعول في 25 سبتمبر 2008، وقال رئيس حزب المؤتمر الوطني الأفريقي، الرئيس زوما، إن نائبه، موتلانتي، سيصبح رئيسًا حتى الانتخابات العامة لعام 2009: «أنا مقتنع -إذا أعطيت هذه المسؤولية- لموتلانتي فهو أهل لهذه المهمة».

## الرئاسة (2008-2009)
في 25 سبتمبر 2008 انتخِب موتلانتي من قبل البرلمان ليكون ثالث رئيس لجنوب أفريقيا بعد الفصل العنصري. وأعلن رئيس المحكمة العليا بيوس لانغا انتخاب موتلانتي بعد إجراء اقتراع برلماني سري بين موتلانتي وجو سيريمان من التحالف الديمقراطي المعارض. في الاقتراع، حصل موتلانتي على 269 صوتًا من أصل 351 صوتًا.
على الرغم من أنه تعرض لانتقادات بسبب وقوفه إلى جانب نهج إيمبيكي «المرن وغير التصادمي» تجاه أزمة زيمبابوي، لكنه انتقد بشدة الاتحاد الوطني الأفريقي الزيمبابوي-الجبهة الوطنية بزعامة روبرت موغابي، وحركة التغيير الديمقراطي بزعامة مورغان تسفانغيراي. علاوة على ذلك، انتقد الرأسماليين السود الصاعدين إذ اعتبر أن التمكين الاقتصادي للسود يجب أن «يقتصر على صفقة واحدة [لكل فرد] وأن المطلوب هو تحول اقتصادي حقيقي يفيد الجماهير السوداء بدلًا من إنشاء نادي النخبة من أصحاب الملايين السود» فاكتسب بذلك «استياء الرأسماليين السود الناشئين».
فيما يتعلق بفيروس نقص المناعة البشرية/الإيدز، اتهِم موتلاتني بأنه وراء إنكار إيمبيكي للفيروس ففقد مصداقيته على نطاق واسع. ومع ذلك، فقد غير موقفه من مضادات الفيروسات القهقرية بعد قرار الحكومة بتنفيذ برنامج شامل.
أعرب موتلانتي عن رغبته في معالجة الإيدز في جنوب إفريقيا باستخدام النُهج العلمية التقليدية. عيّن باربرا هوغن مكان وزير صحة إيمبيكي مانتو تشابالالا مسيمانغ، التي نددت بالعقاقير المضادة للفيروسات واعتبرتها سمومًا ونصحت الأشخاص المصابين بفيروس نقص المناعة البشرية باستخدام زيت الزيتون، والثوم، والشمندر. في أوائل مارس 1998، قاد التهمة الموجهة من المؤتمر الوطني الأفريقي إلى مجلس مراقبة الادوية لرفضه السماح باختبار فيرودين على البشر. أشار إلى أن تصرف مجلس مراقبة الأدوية خاضع لسيطرة شركات الأدوية المنافسة، قائلًا: «أظن أن المجلس تحركه مصالح أخرى غير الاهتمام بالرقابة السليمة على الأدوية».
أثار موتلانتي بعض الجدال في جنوب أفريقيا عندما رفض إعادة رئيس هيئة الادعاء الوطنية، فوسي بيكولي في ديسمبر 2008. جرى إيقاف بيكولي، رئيس هيئة الادعاء الوطنية، من قبل إيمبيكي في عام 2007. قبل ذلك بقليل حصل بيكولي على مذكرة توقيف بحق مفوض الشرطة ورئيس الانتربول، جاكي سيليبي. تكهنت وسائل الإعلام بأن إيمبيكي حاول حماية سيليبي. باعتباره رئيسًا، أوصى موتلانتي البرلمان بإقالة بيكولي على الرغم من أن لجنة التحقيق بقيادة الصحفية فرين جينوالا نصحت خلاف ذلك. تعرض موتلانتي لانتقادات واسعة النطاق بسبب تصرفاته من قبل المعارضة البرلمانية ووسائل الإعلام. أنكر بشدة خضوعه لضغوط سياسية من حزب المؤتمر الوطني الأفريقي.
أعطى موتلانتي خطابه الأول والوحيد عن حالة الأمة في 6 فبراير 2009.

### نائب الرئيس (2009-2014)
لم يكن لدى موتلانتي أي طموح لشغل أي منصب حكومي في انتخابات 2009. وكان هدفه «ضمان تنصيب الرئيس الجديد بصورة صحيحة». بالنسبة لموتلانتي، «جاء حزب المؤتمر الوطني الأفريقي أولًا». اختار زوما موتلانتي لمنصب نائب الرئيس.
لقي مشروع قانون حماية معلومات الدولة، وهو موضوع آخر مثير للجدل، معارضة شديدة من المعارضة الرسمية، ووسائل الإعلام، والجمهور. رفض حزب المؤتمر الوطني الأفريقي «إدراج بند المصلحة العامة في مشروع القانون» على الرغم من المعارضة الشديدة من جميع قطاعات المجتمع. عندما رفض حزب المؤتمر الوطني الأفريقي البند، جادل موتلانتي بأن «البند غير موجود في أي مكان في العالم». وحثّ حزب المؤتمر الوطني الأفريقي على «عدم طرح مشروع القانون على البرلمان». ومع ذلك، بعد اعتراض شديد من مختلف الجهات، أقر نواب حزب المؤتمر الوطني الأفريقي مشروع القانون، مع تعديلات مقترحة، في المجلس الوطني للمقاطعات في ديسمبر.
تورط موتلانتي في حادثة رشوة مزعومة في عام 2012. زعم باري أوبرهولزر أن موتلانتي ومساعديه التقوا به لمناقشة الدعم الحكومي المحتمل لمبيعات مروحيات أوبرهولزر لشركة النفط الوطنية الإيرانية، الأمر الذي كان ينتهك عقوبات الأمم المتحدة. وذكرت الصحيفة أن غوغو متشالي، شريك موتلانتي، متورط في رشوة بقيمة 104 ملايين راند للحصول على دعم لشركة جنوب أفريقية كانت تحاول بيع طائرات مروحية لإيران منتهكةً العقوبات. في محاولة لتبرئة اسمه، رفع الأمر إلى النائب العام للتحقيق فيه. لم يتضمن تقرير النائب العام أي من الاثنين.

## روابط خارجية
- كخاليما موتلانتي على موقع الموسوعة البريطانية (الإنجليزية)
- كخاليما موتلانتي على موقع مونزينجر (الألمانية)